# Martin Kesici
Martin Kesici (ur. 29 kwietnia 1973 w Berlinie) – niemiecki wokalista, autor tekstów i piosenek. 

## Życiorys
W 2003 roku wygrał talent show Star Search emitowane na antenie stacji telewizyjnej Sat.1. Tego samego roku ukazał się debiutancki album solowy muzyka zatytułowany Em Kay. Wyróżnione złotą płytą wydawnictwo dotarło do 2. miejsca niemieckiej listy przebojów - Media Control Charts.

## Dyskografia
Albumy
| Em Kay                      | - Data: 2003 - Wydawca: Polydor        | 2  | 22 | 30 | - GER: złota płyta |
| So What …?! – eMKay II      | - Data: 2005 - Wydawca: Island Records | 44 | —  | —  |                    |
| "—" album nie był notowany. |                                        |    |    |    |                    |

Single
| "Angel Of Berlin"                         | 2003 | 1  | 8  | 11 | - GER: złota płyta | Em Kay                 |
| "Losing Game"                             | 2003 | 37 | 56 | 70 |                    | Em Kay                 |
| "Hang On"                                 | 2004 | 21 | 67 | 57 |                    | So What …?! – eMKay II |
| "Leaving You For Me" (oraz Tarja Turunen) | 2004 | 19 | 46 | 44 |                    | So What …?! – eMKay II |
| "—" singel nie był notowany.              |      |    |    |    |                    |                        |